# Salvador Vilaregut i Martí
Salvador Vilaregut i Martí (Barcelona, 24 de gener de 1872 - 5 de juliol de 1937) va ser un autor dramàtic i traductor d'obres de teatre català
Encara que va estudiar Dret i va treballar com a periodista per diversos diaris i revistes (com El sol, La Renaixensa, Pèl & ploma i Joventut), destaca sobretot per ser el primer traductor al català de les aventures de Sherlock Holmes. Va ser un dels fundadors de la companyia del Teatre Íntim, d'Adrià Gual i de l'Associació Wagneriana de Barcelona, de la qual fou el seu primer vis-president.

## Traduccions teatrals

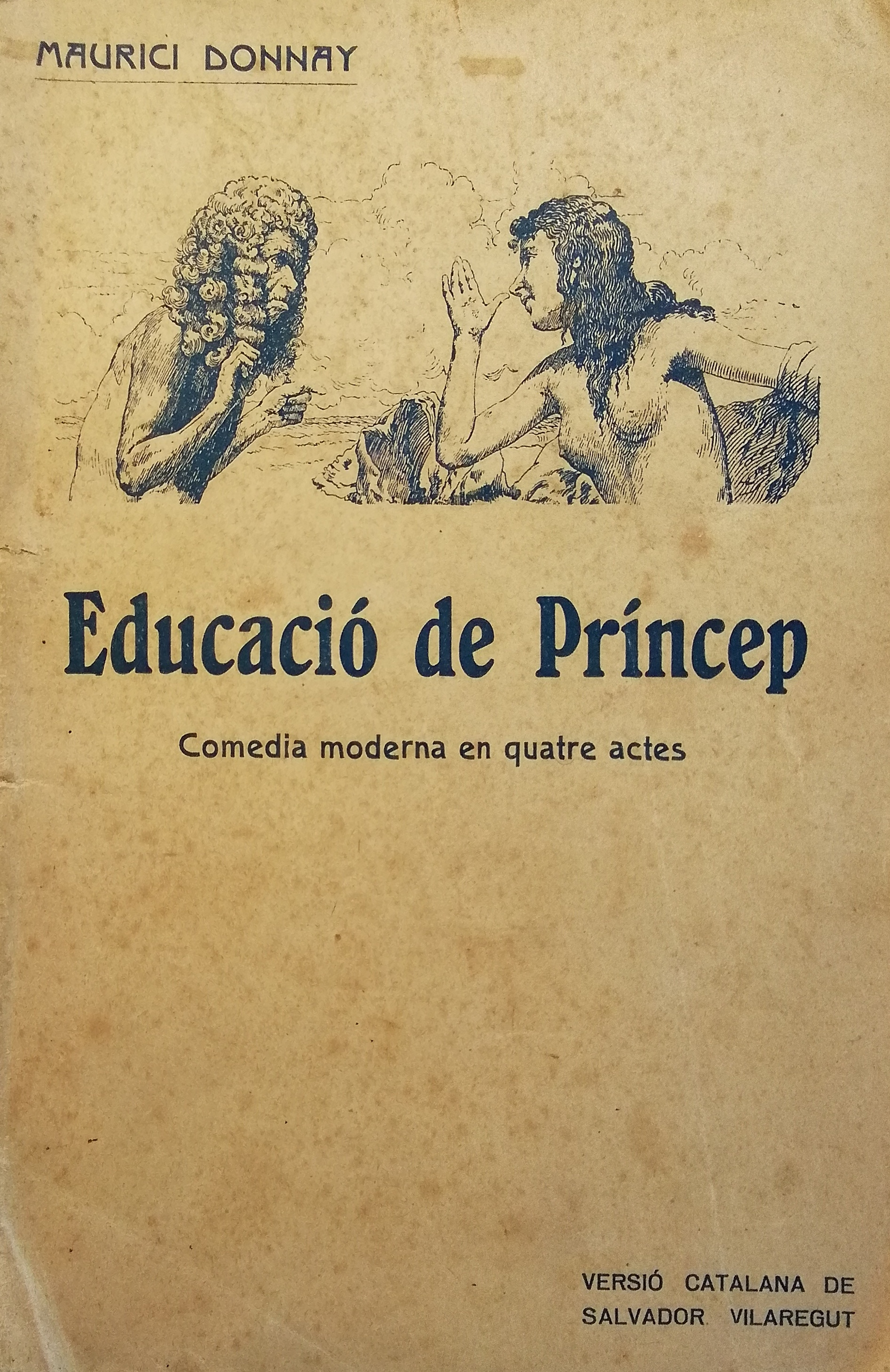
Educació de Príncep (Éducation de prince) de Maurice Donnay, traducció de Salvador Vilaregut publicada a Barcelona l'any 1911

- Educació de Príncep (Éducation de prince) de Maurice Donnay, traducció de Salvador Vilaregut publicada a Barcelona l'any 19111907. Ditxosos diners, adaptació de Salvador Vilaregut.
- 1907, 16 de maig. Barateria, original d'André Lorde i Alfred Masson-Forestier. Estrenada al Círcol de Propietaris de Gràcia. Posterior, el 13 de desembre, al teatre Romea de Barcelona.
- 1907, 6 de juny. La mà de mico, traducció/adaptació de S. Vilaregut sobre un conte de William Wymark Jacobs. Estrenada al Círcol de Propietaris de Gràcia, a càrrec de l'agrupació Conreu (Teatre Íntim) i representada successivament en els teatres Romea i Principal, de Barcelona.
- 1908, 10 de gener. La llàntia de l'odi, original de Gabriele d'Annunzio. Estrenada al teatre Romea de Barcelona, en la II sessió de teatre modern estranger, organitzada pel Teatre Íntim d'Adrià Gual.
- 1908, 31 de gener. La victòria dels filisteus, original de Henry Arthur Jones. Estrenada al teatre Romea de Barcelona, en la III sessió de teatre modern estranger, organitzada pel Teatre Íntim d'Adrià Gual.
- 1908, 13 febrer. El miracle de Santa Agnès. Sarsuela en 3 actes. Música de Francesc Montserrat i Ayarbe. Estrenada al Teatre Principal, Barcelona.
- 1908, 28 de febrer. La campana submergida, original de Gerhart Hauptmann. Estrenada al teatre Romea, en la IV sessió de teatre modern estranger, organitzada pel Teatre Íntim d'Adrià Gual.
- 1909, 9 de gener. Els hipòcrites, original de Henry Arthur Jones. Estrenada al teatre Principal de Barcelona.
- 1909, 10 d'abril. Els mentiders, original de Henry Arthur Jones. Estrenada al teatre Principal de Barcelona.
- 1909, 20 de novembre. El rei, original de Robert de Flers, Emmanuel Arène i Gaston Armand Caivallet.
- 1909, 23 de desembre. La cort de Lluís XIV, original de Victorien Sardou. Estrenada al teatre Romea de Barcelona.
- 1910, 8 de gener. Joventut de príncep, original de Maurice Donnay. Estrenada al teatre Principal de Barcelona.
- 1910, 3 de desembre Miqueta i sa mare, original de Robert de Flers i Gaston Armand Caivallet. Estrenada al teatre Principal de Barcelona.
- 1911, 15 de novembre. La xocolatera, original de Paul Gavault. Traduïda en col·laboració amb Josep Maria Jordà. Estrenada al teatre Principal de Barcelona.

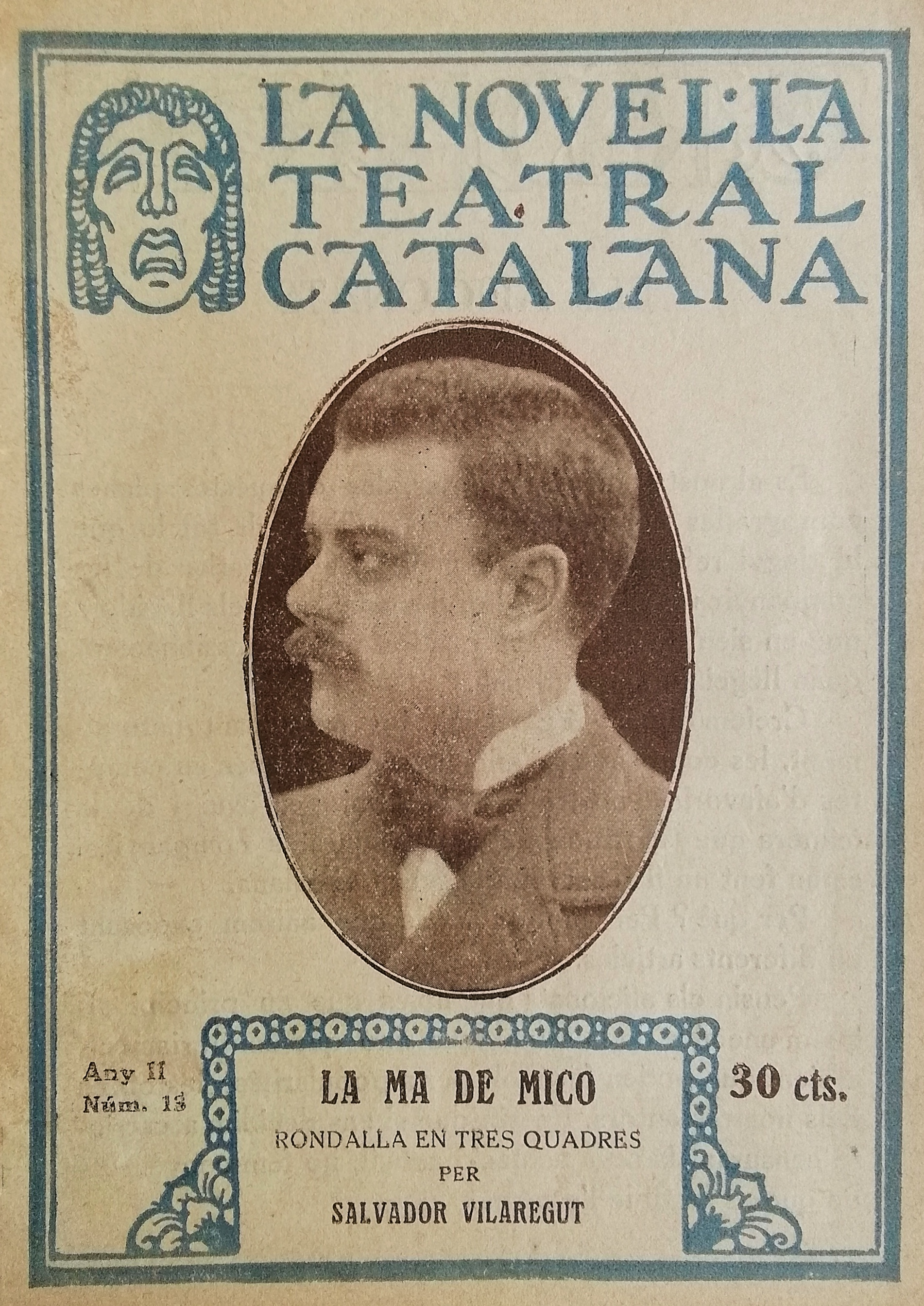
La mà de mico (The Monkey's Paw) conte de William Wymark Jacobs, traduït/adaptat per Salvador Vilaregut. Edició publicada per La Novel·la Teatral Catalana l'any 1919

- La mà de mico (The Monkey's Paw) conte de William Wymark Jacobs, traduït/adaptat per Salvador Vilaregut. Edició publicada per La Novel·la Teatral Catalana l'any 19191917, 15 novembre. El Cardenal, original de Louis Napoléon Parker, Estrenada al teatre Novetats de Barcelona i reposada al teatre Romea, el 14 de maig de 1926.
- 1923. Las hermanas del amor, original d'Henri Bataille. Estrenada al teatre Goya de Barcelona.
- 1929. Pasqua abans de Rams.
- 1930. L'home que faltava, original de Félix Gandara.
- 1930. La finestra oberta
- 1930. No té un no. Vodevil.
- 1931. La octava mujer de Barba Azul, original d'Alfred Savoir.
- 1931. El corazón manda, original de Francis de Croisset.
- 1932. L'alcalde de Stilmonde, original de Maurice Maeterlinck.
- 1933. La Passió i Mort de Nostre Senyor Jesucrist, adaptació i refosa per Vilaregut de l'acte sacramental del segle xviii de Fra Antoni de Sant Geroni.
- 1933. Montmartre, original de Pierre Frondaie.
- 1936. El goig d'ésser honrat, original de Luigi Pirandello